# 貝凱什

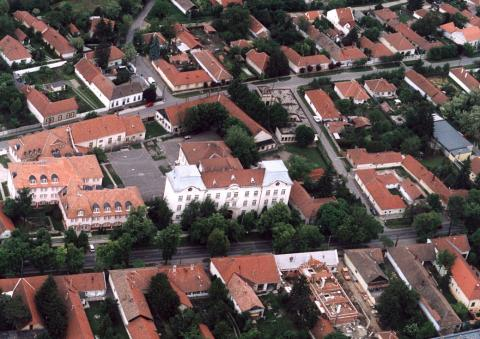

貝凱什是匈牙利的城鎮，位於該國東南部克勒什河畔，距離首府貝凱什喬包10公里，毗鄰與羅馬尼亞接壤的邊境，由貝凱什州負責管轄，面積127.23平方公里，2009年人口20,465。

## 外部連結
- （匈牙利文） Official site
- Békés Mátrix + Community & News Webportal Of Bekes City -  （页面存档备份，存于） Official News Site Of Bekes

46°46′N 21°08′E / 46.767°N 21.133°E